# João Crisóstomo Melício
João Crisóstomo Melício  (Candelária, Rio de Janeiro, 27 de Janeiro de 1837 — Lisboa, 23 de Julho de 1899), 1.º visconde de Melício, foi um político, empresário e jornalista português, ligado ao Partido Histórico, que exerceu as funções de deputado e par do reino. Foi ainda comissário régio junto da Companhia dos Tabacos de Portugal e presidente da Associação Industrial Portuguesa.

## Biografia
João Chrysostomo de Melicio nasceu em 27 de Janeiro de 1837, no Rio de Janeiro, Brasil, filho de pais portugueses.
Era filho de Joaquim Fernandes Melício, um médico natural de Pinhel, Portugal, emigrado no Brasil, e de sua mulher Clara Liberali. Crisóstomo Melício fixou-se em Portugal a partir de 1850, tendo concluído em Lisboa os estudos preparatórios para o acesso ao curso de Direito da Universidade de Coimbra, onde se formou em 1858.
Iniciou uma carreira jornalística e empresarial multifacetada, mas dominada pelo jornalismo, que o levou a ingressar na actividade política, filiando-se em 1860 no Partido Histórico. A partir dessa altura teve uma actividade eclética, mas sempre directamente ligada à actividade política, assumindo um papel dominante na presença da facção progressista na comunicação social, tendo sido colaborador, redactor e proprietário em diversos periódicos.
Desde 1864 foi Crisóstomo Melício foi colaborador e correpondente efectivo do jornal Commercio do Porto.
Em Janeiro de 1865 foi nomeado redactor da Câmara dos Deputados, tendo nesse mesmo ano exercido funções na comissão que organizou a Exposição Internacional do Porto daquele ano de 1865. A sua acção na preparação da exposição portuense valeu-lhe ser agraciado com a Ordem de Nossa Senhora da Conceição de Vila Viçosa.
Em 1869 fundou, com Pinheiro Chagas, Ernesto Biester e Ricardo Cordeiro, o periódico Gazeta do Povo, do qual foi redactor principal. O lançamento deste periódico marcou o início de um forte presença na imprensa, que culminou em 1880 com a aquisição do influente jornal O Comércio de Portugal, em cuja sede se realizaram algumas das exposições do Grupo do Leão. Em 1880 foi um dos fundadores da Associação dos Jornalistas e Escritores Portugueses.
Nesse mesmo ano de 1869 ingressou pela primeira vez nas Cortes, sendo eleito deputado pelo círculo eleitoral de Leiria, nas listas do Partido Histórico, nas eleições gerais realizadas em 11 de Abril de 1869 (17.ª legislatura). Foi reeleito pelo mesmo círculo em 1870 e 1871 (18.ª, 19.ª e 20.ª legislaturas). Depois de um hiato, regressou à Câmara dos Deputados, novamente em representação de Leiria, nas eleições gerais de 1878, 1879 (22.ª e 23.ª legislaturas) e depois em 1884 (25.ª legislatura). Foi um parlamentar com pouca actividade em plenário, dedicando-se essencialmente à apresentação de representações e ao tratamento de assuntos do seu círculo eleitoral. Em 1887 foi eleito par do reino pelo círculo de Leiria, mantendo na câmara alta um perfil discreto.
Em 1888, como presidente da Associação Industrial Portuguesa, foi um dos mais activos promotores da Exposição Internacional de Lisboa.
Nomeado comissário régio para organizar a representação portuguesa na Exposição Universal de Paris de 1889, veria a sua prestação reconhecida pelo pelo Rei D. Luiz com a atribuição do título de visconde de Melício. A elevação a visconde obrigou à sua saída da Câmara dos Pares, já que ocupava um lugar electivo, incompatível com o título nobiliárquico.
Para além de Deputado e par do reino Crisóstomo Melício foi ainda comissário régio junto da Companhia dos Tabacos de Portugal e presidente da Associação Industrial Portuguesa.
Voltou à Câmara dos Deputados em 1897 (32.ª legislatura), novamente eleito pelo círculo de Leiria, falecendo durante o exercício do mandato.
Casou com Adelaide Morais Afonso (1838-1909), com quem teve um filho.
João Crisóstomo Melício morreu em 23 de Julho de 1899, em Lisboa.